# 達爾富爾

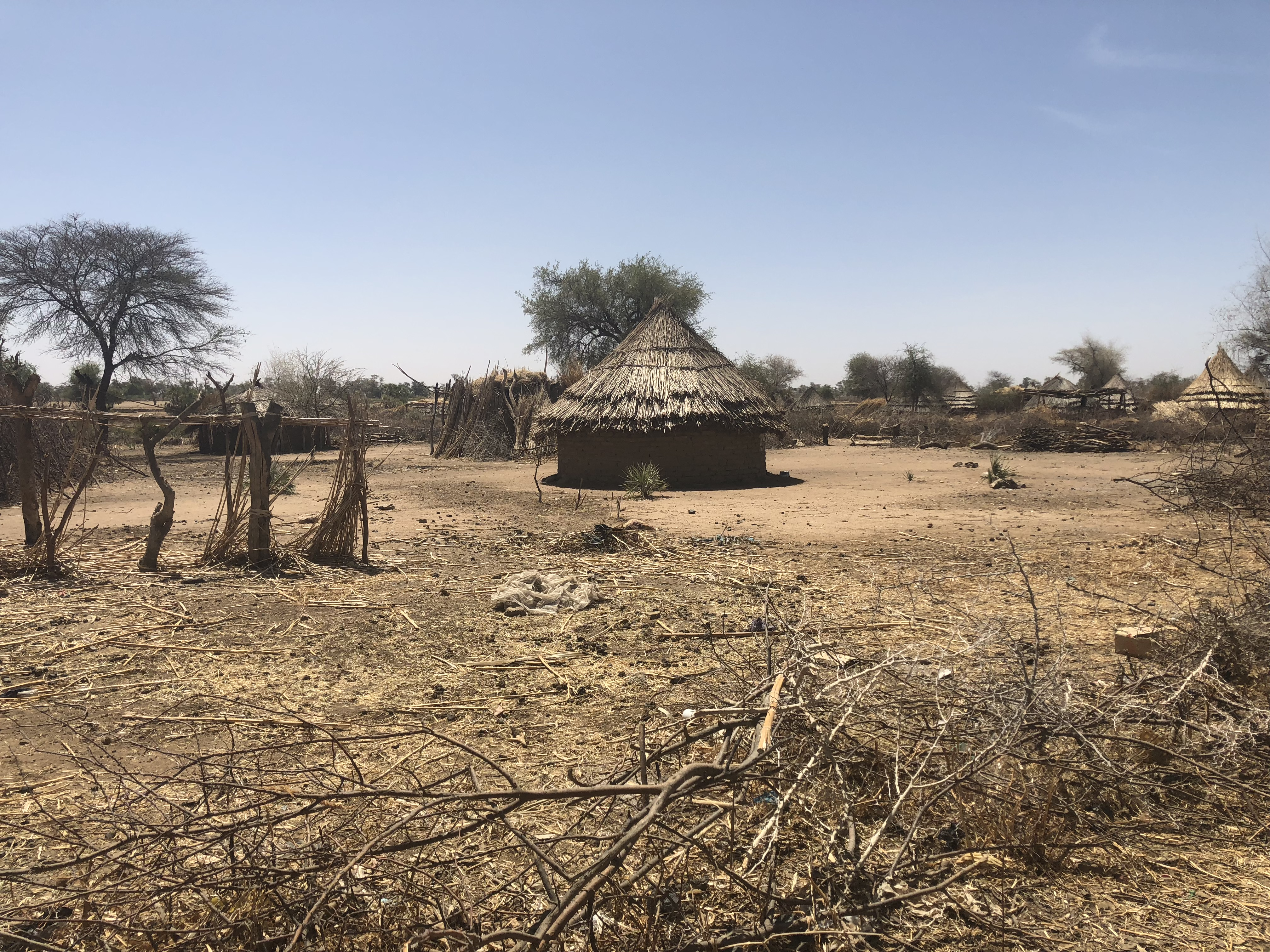
达尔富尔村庄草舍

達爾富爾（阿拉伯语：‎，羅馬化：Dār Fūr，直译：「富爾人的国家」），位於非洲國家蘇丹的西部地区，與中非共和國、乍得和南蘇丹邊境接壤。在行政區劃上，該區被分為5個省，分別為南達爾富爾、东达尔富尔、中達爾富爾、西達爾富爾、北達爾富爾，錯綜複雜的民族和種族矛盾導致這地區的暴力衝突持續不斷。首府法希尔。

## 地区冲突
該區自2003年起發生嚴重的人道危機，當地的白人民兵與黑人叛軍正發生武裝衝突。蘇丹政府支援白人民兵在該地進行有計劃的屠殺、搶劫、強姦乃至種族滅絕，40萬人以上因此喪生，250萬人流亡至乍得，被認為是近年全球最慘烈的人禍。
2004年4月，非洲聯盟派遣大约7000人的维和部队进入达尔富尔地区。
2006年8月31日，联合国安理会通过了第1706号决议，决定增派17300名军事人员的联合国维和部队进入达尔富尔地区。但苏丹政府反对这一决议。
2006年11月16日，在非盟、联合国、阿盟和苏丹政府于埃塞俄比亚首都亚的斯亚贝巴举行的会议上，時任联合国秘书长的科菲·安南提出了「安南三阶段方案」，苏丹政府接受了此方案。
2007年4月16日，苏丹政府致电接替安南出任联合国秘书长的潘基文，同意向达尔富尔地区派驻联合国和非盟混合部队。
聯合國安理會2007年7月31日，一致通過第1769號決議，決定向蘇丹達佛地區派遣大約26000人的聯合國和非盟混合維和部隊，這是聯合國迄今最大規模的維和行動。聯合國秘書長潘基文和安理會當月輪值主席、中國駐聯合國常任代表王光亞以及八月輪值主席剛果籍常代，皆表達讚許，並期望有助於達佛地區的政治進程。
根據決議，這支混合維和部隊將由約2萬名軍事人員和6000多名警察組成，其任期初步定為12個月。決議援引「聯合國憲章」第七章，授權維和部隊在必要時使用武力，用以自衛和保護人道主義救援人員和平民的安全。 
決議呼籲聯合國成員國在30天內完成向混合維和部隊提供資金和人員的工作，並要求聯合國和非盟在同一期限內就這支部隊的軍事人員構成達成最終協議。決議還就維和部隊的部署制定了階段性的時間表，規定維和部隊應在12月31日之前完成必要的部署工作，以便接管在當地的非盟維和部隊的維和任務。 
決議還呼籲達佛衝突各方立即停止一切敵對行動，實現永久性停火。決議強調達佛問題不能以軍事手段解決，歡迎蘇丹政府和其他衝突方在聯合國和非盟的調解下通過談判解決爭端。 
2008年11月12日，苏丹总统巴希尔宣布，政府军在西部达尔富尔地区立即无条件停火，并要求当地民兵立即解除武装。
2020年10月3日，苏丹过渡政府与蘇丹反政府武裝在南苏丹首都朱巴签署最终和平协议，以结束长达17年的敌对状态。